# خیرآباد (شاهرود)
خیرآباد یک روستا در ایران است که در دهستان حومه (شاهرود) واقع شده‌است.